# 近江兄弟社
株式会社近江兄弟社（おうみきょうだいしゃ、英: THE OMI BROTHERHOOD, LTD.）は、滋賀県近江八幡市に本社をおく医薬品メーカー。軟膏薬「近江兄弟社メンターム」で知られる。

## 概要
軟膏薬「近江兄弟社メンターム」を中心に、医薬品・医薬部外品・化粧品等のスキンケア商品を製造販売している。
1905年（明治38年）に創業者W・M・ヴォーリズがキリスト教の伝道を志し、近江商人の士官学校と言われた滋賀県八幡商業学校に英語教師として赴任。ここで近江商人を目指す若き青年たちと出会うことになる一方、課外で自主的に開催していたバイブルクラスに生徒が数多く集うようになったことが、仏教の色濃い地域との宗教的な対立を生むことになった。これが原因で、2年後の契約更改時に教師の職を解かれることになってしまう。
W・M・ヴォーリズは、1964年（昭和39年）5月7日、83歳の生涯を終えるまで近江八幡に留まり、キリスト教伝道とその主義に基づくさまざまな事業展開を行った。
まず、1908年（明治41年）に、建築家レスター・チェーピンと共に再来日。商業学校を卒業したばかりの吉田悦蔵と3人で、キリスト教伝道のかたわら生活の糧を得るために建設設計の仕事をスタートさせた。
1910年（明治43年）には、宣教活動のために確固とした経済的基盤を築くため、村田幸一郎・吉田悦蔵らとともに「ヴォーリズ合名会社」を創業。1920年（大正9年）に設立した「近江セールズ株式会社」（後に、現社名へ変更）が「近江兄弟社メンターム」で知られる製薬事業の始まりである。なお、近江セールズ株式会社は、ハモンドオルガンの輸入代理業務を行っていたことでも知られている。
キリスト教の信仰に基づいた社業では、「近江兄弟社メンターム」など皮膚薬のトップメーカーとして着実な業績を挙げている一方、グループ各企業では、建築設計事務所、病院、介護老人保健施設、学校なども経営している。
本社は滋賀県近江八幡市魚屋町元29。企業理念は「Operations on Mission Industry 〜「信仰と商売の両立の実践」〜 」。
社名の由来は創業者ヴォーリズの愛した「近江」の地名と、クリスチャン精神に基づき目的に向かって心を一つにする仲間という意味を持った「兄弟」を合わせて命名された。

## メンソレータムとメンターム
近江兄弟社の以前の主力商品は、メンタームではなくメンソレータムであった。
メンソレータムは、アメリカ合衆国のメンソレータム社の製品であり、同社の創始者アルバート・アレキサンダー・ハイドとヴォーリズの出会いが縁で日本での販売権が与えられた。ハイドはこの他にも、当時の日本でキリスト教伝道のために尽力するヴォーリズの働きを資金面で助けたかけがえのない恩人となったといわれる。実際、メンソレータムの販売はヴォーリズの各事業を資金面で大きく支え、自給自足での事業運営と「事業を通じて神の証をする」という近江兄弟社の理念実現を後押しした。
当時、メンソレータムを世に広めたきっかけとして、佐藤安太郎の働きがあった。佐藤安太郎は、東京九段で文部省御用商人を主業とする老舗の佐藤商店を手広く経営していたが、吉田との出会いを契機に商店の経営を後身に譲り渡して近江兄弟社に入社、同時にメンソレータムの販売を任された。最初の頃は佐藤だけで伝票も小包も発送も受け持つ程度であったが、何とかして一包でも多く消費者に届けたいと思い立ち、1オンス瓶入りのメンソレータムと伝道誌「湖畔の声（現在もなお続刊されている）」を携えて、大阪や京都の薬問屋を訪問しては取次ぎを頼んで回った。
また、佐藤は日本全国の基督教会へ呼びかける案を立て、事実その通りに全国の教会、婦人部を訊ねて、ハイド氏とメンソレータム、ヴォーリズと吉田らの志、近江ミッションの設立からメンソレータムの売上金の幾らかを伝道のために献金することを説いて回った。このようにして、全国の教会の婦人たちの手により、教会の資金を生み出すため熱心にメンソレータムの取次ぎが行われ、同時に薬問屋でも広く取次ぎが拡大し、メンソレータムの名が全国的に広く知られるようになった。
しかし、創業者ヴォーリズの亡きあと、原材料費の高騰に加えて競合品との市場競争が熾烈を極めた。また不動産部門の採算悪化と1973年の第一次オイルショックの影響もあって経営が苦しくなり、自主再建を断念し、1974年12月24日に会社更生法を申請。これによりメンソレータムの販売権を失った（その後、翌年の1975年4月22日にメンソレータムの販売権はロート製薬が取得、さらに1988年にはメンソレータム社本体もロート製薬に買収された）。
近江兄弟社は大鵬薬品工業（現在は東証プライム上場企業で大塚HDの傘下）の協力を得て再興を模索したが、メンソレータム社からの「生産継続の交渉をする意思はない」という返答を受けてメンソレータムの継続生産が出来ず、一度は再建の道が閉ざされかけた。このため、メンソレータムの製造設備を利用したオリジナルの類似製品の販売を決める。メンソレータムの略称として従前より商標登録してあった「メンターム」を商品名として用いた（メンタームの商標は1965年7月27日に出願され、1967年10月3日付で登録（第757274号）されている）。1975年9月12日に新たに主力商品として「メンターム」（当時の商品名は「メンタームS」だった）の製造を始め、自主再建の足がかりをつかんだ。
同月16日には発売を開始し、この「メンターム」を自社主力ブランドとして育て、その他にもメンタームの効能効果を派生させたリップクリームやスキンケアクリームのほか、日焼け止めや虫よけ・かゆみ止めを製造販売する医薬品メーカーとして今日に至っている。
メンソレータムの販売権を失った近江兄弟社の自主再建にあたり、大鵬薬品工業の小林幸雄社長（当時）から〝善意〟として1,000万円が同社に贈呈され「薬業史飾る男のロマン」と報じられた。近江兄弟社はこの資金を運営費に充てず「大鵬基金」として定期預金。「善意に応えなければ」という再建に取り組む社員の心の支えとなり7年後に黒字転換、1982年7月20日、小林社長に対して〝報恩感謝〟の業績報告を果たしている。また、この小林社長の〝善意〟は「困窮の時に助けて頂いた私達が、今度は社会で困っておられる皆様に恩返しをする」という近江兄弟社のニコニコ活動の原点となった。
ニコニコ活動は再建から40余年経った現在もなお、チャリティバザーの開催や地元地域への献金活動のほか、災害地への復興支援として継続されている。

## 沿革
- 1910年 - ヴォーリズ・村田幸一郎・吉田悦蔵によりヴォーリズ合名会社設立。
- 1918年 - 近江基督教慈善教科財団（現・公益財団法人近江兄弟社）設立。
- 1920年 - ヴォーリズ合名会社解散。近江セールズ株式会社設立。メンソレータム輸入販売開始。
- 1922年 - 清友園幼稚園創立（現・近江兄弟社ひかり園）。
- 1931年 - 八幡工場完成（現・株式会社近江兄弟社工場）。
- 1933年 - 近江勤労女学校（現・近江兄弟社高等学校）創立。
- 1934年 - 近江ミッションを近江兄弟社に改称。
- 1944年 - 近江セールズ株式会社を株式会社近江兄弟社に改称。
- 1962年 - 近江オドエアーサービス株式会社設立。
- 1963年 - 大阪営業所開設。
- 1971年 - 名古屋営業所開設。
- 1974年12月24日 - 倒産。
- 1984年 - 札幌出張所開設。
- 1986年 - 九州出張所開設。
- 1987年 - 信越出張所開設。
- 1989年
  - 1月 - 仙台出張所開設。
  - 9月 - 「近江兄弟社メンタームメディカルクリーム」発売。
- 1990年 - 広島出張所開設。
- 1995年 - 青森出張所開設。
- 2007年 - 上海近兄貿易有限公司設立
- 2009年 - 近江兄弟社ビル竣工。

## 事業所
- 本社・工場
  - 滋賀県近江八幡市魚屋町元29
- 東京営業所
  - 東京都千代田区神田駿河台2-1 近江兄弟社ビル6F
- 大阪営業所
  - 大阪府大阪市北区天神西町1-1 近江兄弟社ビル
- 名古屋営業所
  - 愛知県名古屋市名東区上社4-107
- 札幌出張所
  - 北海道北広島市大曲工業団地3-3-2
- 九州出張所
  - 福岡県北九州市門司区吉志1-12-20 梅﨑ビル内

## 近江兄弟社グループ
- 公益財団法人近江兄弟社
  - ヴォーリズ記念館
  - ヴォーリズ記念病院
  - 老人保健施設 ヴォーリズ老健センター
- 学校法人ヴォーリズ学園
- 社会福祉法人近江兄弟社地塩会 ケアハウス信愛館
- 近江オドエアーサービス株式会社
- 株式会社一粒社ヴォーリズ建築事務所

## 商品
- 近江兄弟社メンターム【第3類医薬品】
- 近江兄弟社メンタームQ軟膏【第3類医薬品】
- 近江兄弟社メンタームEXプラス【第2類医薬品】
- 近江兄弟社メンタームUFオイル【第2類医薬品】
- 近江兄弟社メンタームEXローション【第2類医薬品】
- 近江兄弟社メンタームEXソフト【第2類医薬品】
- 近江兄弟社メンタームペンソールHα【第2類医薬品】
- 近江兄弟社メンタームペンソールSP【第2類医薬品】
- 近江兄弟社メンターム メディカルクリーム&バリア【医薬部外品】
- 近江兄弟社メンターム 薬用スティックレギュラー【医薬部外品】
- 近江兄弟社メンタームメディカルクリームG【医薬部外品】
- 近江兄弟社メンターム薬用シェービングフォーム【医薬部外品】
- 近江兄弟社メンターム虫よけミストポケット【防除用医薬部外品】